# Capabatus
Capabatus is een geslacht van kevers uit de familie van de loopkevers (Carabidae). De wetenschappelijke naam van het geslacht is voor het eerst geldig gepubliceerd in 1930 door Csiki.

## Soorten
Het geslacht Capabatus is monotypisch en omvat slechts de volgende soort:
- Capabatus raffrayi (Peringuey, 1899)